# ويليام إليري تشانينج
ويليام إليري تشانينج (بالإنجليزية: William Ellery Channing)‏ هو شاعر أمريكي، ولد في 29 نوفمبر 1818 في بوسطن في الولايات المتحدة، وتوفي في 23 ديسمبر 1901 في كونكورد في الولايات المتحدة.